# Neftepromíssel
Neftepromíssel - Нефтепромысел (rus) és un possiólok del krai de Krasnodar, a Rússia. Es troba a la riba esquerra del riu Psif, prop de la seva desembocadura al riu Adagum, a 22 km al nord-oest de Krimsk i a 93 km a l'oest de Krasnodar, la capital.
Pertany al municipi de Pàvlovski.